# Plitska
Plitska je naseljeno mjesto u općini Kotor Varoš, Republika Srpska, Bosna i Hercegovina.

## Povijest
U listopadu 1992. godine srpska vojska je protjerala sve hrvatsko stanovništvo. Tijekom i nakon progona  ubijeno je petoro Hrvata iz Plitske. Sve kuće su uništene i spaljenje, kao i filijalna crkva koja pripada župi Vrbanjci.
Od prijeratnih oko 650 stanovnika, na popisu 2013. godine popisano je tek sedam stanovnika. Većina raseljenih stanovnika nalazi se u Hrvatskoj.

## Stanovništvo

### Popisi 1971. – 1991.
| Plitska            |              |              |              |
| godina popisa      | 1991.        | 1981.        | 1971.        |
| Hrvati             | 655 (98,79%) | 585 (98,98%) | 376 (92,83%) |
| Srbi               | 7 (1,05%)    | 6 (1,01%)    | 29 (7,16%)   |
| Muslimani          | 0            | 0            | 0            |
| Jugoslaveni        | 0            | 0            | 0            |
| ostali i nepoznato | 1 (0,15%)    | 0            | 0            |
| ukupno             | 663          | 591          | 405          |

### Popis 2013.
| Plitska            |          |
| godina popisa      | 2013.    |
| Hrvati             | 7 (100%) |
| Srbi               | 0        |
| Bošnjaci           | 0        |
| ostali i nepoznato | 0        |
| ukupno             | 7        |

## Znamenitosti
U selu se nalazi rimokatolička crkva, posvećena Sv. Iliji Proroku.Svake godine na Ilinu hodočašću skupine Plićana raseljene diljem svijeta dolaze u Plitsku na groblje slaviti blagdan i susresti se s rodbinom, prijateljima i poznanicima.